# Rene Strange
Rene Strange, también conocida como Renee Strange (fl. años 1940-1950), fue una artista cómica conocida como la «cantante caricaturista» por su espectáculo dibujar caricaturas mientras cantaba, y por su espectáculo con marionetas, considerado atrevido porque lo interpretaba con medias negras. Ella apareció como parte de espectáculos de variedades y en pantomima inglesa.

## Primeros años
René Strange era la hija de Leslie Strange, originalmente conocido como Wilfred St. Clair, quien interpretó piezas cómicas de Dickens y personificó a figuras famosas de su época como Adolf Hitler y Stan Laurel.

## Carrera

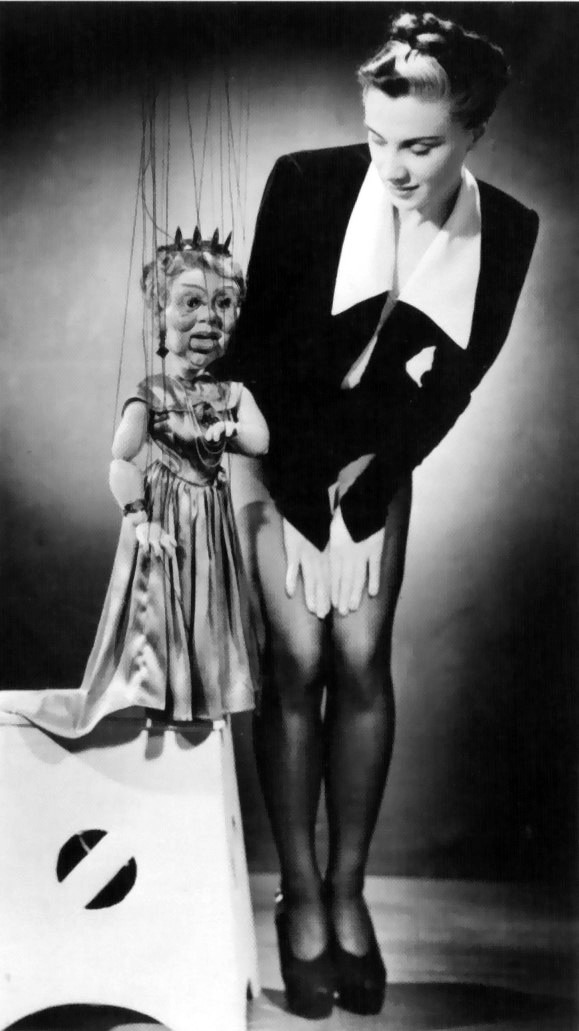
Rene Strange y marioneta.

El acto de Strange incluía dibujar caricaturas mientras cantaba, por lo que se hizo conocida como «la cantante caricaturista», y el uso de marionetas para realizar rutinas cómicas a las que añadió un elemento atrevido al usar medias negras que mostraban y acentuaban sus piernas.
En 1940, Strange fue filmada por British Pathé dibujando una caricatura de Winston Churchill y cantando una canción patriótica. Ella apareció en el Royal Variety Performance en 1946. En 1951, ella fue filmada por el británico Pathé actuando con los títeres; «Annie Pride of the Rockies», «Mr. Bertram», un inspector que inspeccionaba las piernas de Strange; y «Samoa the Hula Hula Girl».
En 1952, apareció con Norman Wisdom en una producción de Val Parnell y Bernard Delfont, Paris to Piccadilly, descrita como una nueva revista de Folies Bergère, en el Prince of Wales Theatre de Londres. El mismo año, ella también apareció en Pulling Strings con Ann Hogarth, operadora de Muffin the Mule, en una película para New Realm Pictures producida por Harold Bairn.
Las marionetas de Strange empleaban temas adultos y en 1953 encargó a Bob Pelham de Pelham Puppets que hiciera marionetas de un cantante de ópera con un pecho abultado, un cantante borracho con piernas temblorosas, un niño de coro con un halo y una catapulta, una bailarina de cancán y una artista de strip-tease.
En 1955, actuó con sus marionetas en el parque de atracciones Liseberg en Gotemburgo, Suecia, como parte de un espectáculo de variedades encabezada por el dúo de acróbatas Paulette and Renee, que también contó con malabaristas de platos y imágenes hechas con sombras de mano. En 1958, protagonizó junto a Benny Hill, Jack Beckitt y Peter Vernon en una producción en el Floral Theatre de Scarborough.
Ella era un principal boy en pantomima (el joven protagonista masculino de una obra, interpretado tradicionalmente por una actriz joven vestida de niño), y apareció en espectáculos de hielo y «pantomimas sobre hielo».